# The Beast Within
The Beast Within ist ein Horrorfilm von Alexander J. Farrell. In den Hauptrollen sind Kit Harington, Ashleigh Cummings und Caoilinn Springall zu sehen. Der Film feierte im Juli 2024 beim Fantasia International Film Festival seine Premiere und kam wenige Tage später in die US-Kinos.

## Handlung
Die 10-jährige Willow wird von ihren Eltern Noah und Imogen in Yorkshire im ländlichen England von der Außenwelt abgeschirmt. Das riesige, schlossähnliche jedoch heruntergekommene Herrenhaus in dem sie leben gleicht einer Festung. Man hat Willow verboten, nach Einbruch der Dunkelheit in den umliegenden Wald zu gehen. Das Mädchen hat Asthma und daher stets eine Sauerstoffflasche in ihrer Nähe.
Als Willow entdeckt, dass sich ihr Vater einmal im Monat in ein Monster verwandelt, erklären ihre Eltern ihr, dass das Monster nichts ist, wovor sie Angst haben muss.

## Produktion

### Regie und Drehbuch
Regie führte Alexander J. Farrell, der gemeinsam mit Greer Taylor Ellison auch das Drehbuch schrieb. Farrell gibt mit The Beast Within sein Regiedebüt bei einem Spielfilm. Zuvor machte sich der Dokumentarfilmer mit Filmen wie Refugee und Making a Killing einen Namen. Für letzteren Film arbeitete er bereits mit Ellison zusammen. Gemeinsam schrieben sie auch das Drehbuch für den Spielfilm Date mich Billy Walsh!.

### Besetzung und Dreharbeiten

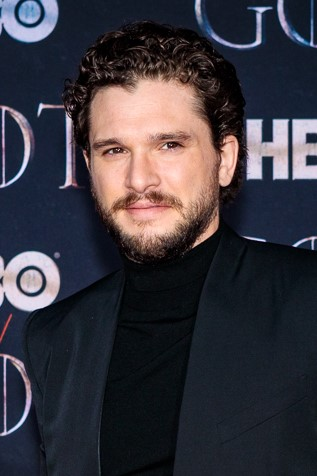
Kit Harington spielt Vater Noah, der sich einmal im Monat in ein Monster verwandelt

Kit Harington, bekannt aus der Fernsehserie Game of Thrones, spielt in der Titelrolle Vater Noah, der sich einmal im Monat in ein Monster verwandelt, und Caoilinn Springall seine 10-jährige Tochter Willow. Sie wurde durch eine Hauptrolle in dem Film The Midnight Sky bekannt, in dem sie an der Seite von Regisseur George Clooney spielte. Weitere Hauptrollen wurden mit der Australierin Ashleigh Cummings als Noahs Frau und Willows Mutter Imogen und dem ebenfalls aus Game of Thrones bekannten Schotten James Cosmo als Willows Großvater besetzt. Außerdem finden sich Miriam Arabella Maslin und Adam Basil auf der Besetzungsliste.
Die Dreharbeiten fanden von Frühling bis in den Sommer 2023 hinein unter anderem vor der Kulisse von Harewood Castle statt, einer Burgruine auf dem Gelände von Harewood House bei Harewood in der englischen Verwaltungseinheit West Yorkshire. Kameramann David Katz war zuletzt für das Filmdrama Grey Elephant von Eoin Macken, den Horrorfilm The Piper von Erlingur Thoroddsen und die Abenteuerkomödie  Born to Be Wild – Die Jagd nach dem schwarzen Panther von Ant Timpson tätig.

### Filmmusik und Veröffentlichung
Die Filmmusik komponierten Nathan Klein und Jack Halama.
Der Film feierte am 22. Juli 2024 beim Fantasia International Film Festival seine Premiere. Am 26. Juli 2024 kam The Beast Within in ausgewählte US-Kinos. Dort erhielt der Film von der MPAA ein R-Rating, was einer Freigabe ab 17 Jahren entspricht. Der Kinostart in Australien erfolgte am gleichen Tag.

## Rezeption

### Kritiken
Die Kritiken fielen gemischt aus.

### Auszeichnungen
Fantasia International Film Festival 2024
- Auszeichnung mit dem L’Écran Fantastique Award[12]